# Piergiorgio Bertoldi
Piergiorgio Bertoldi (* 26. července 1963 Varese) je italský římskokatolický duchovní, arcibiskup a diplomat.

## Život
Narodil se 26. července 1963 ve Varese.
Vstoupil do arcibiskupského semináře v Milánu. Po teologickém a filozofickém studiu byl 7. prosince 1987 vysvěcen na jáhna a 11. června 1988 na kněze. Obě svěcení vykonal kardinál Carlo Maria Martini. Odešel do Říma, kde se věnoval studiu kanonického práva a studiu diplomacie na Papežské církevní akademii.
Dne 1. července 1995 vstoupil do diplomatických služeb Svatého stolce. Působil na apoštolských nunciaturách v Ugandě, Konžské republice, Kolumbii, bývalé Jugoslávii, Rumunsku, Íránu a Brazílii. Dne 24. dubna 2015 jej papež František jmenoval apoštolským nunciem v Burkině Faso a Nigeru s udělením titulu titulárního arcibiskupa ze Spella. Biskupské svěcení přijal 2. června 2015 z rukou kardinála Pietra Parolina a spolusvětiteli byli kardinálové Angelo Scola a Lorenzo Baldisseri.
Dne 19. března 2019 byl přesunut na nunciaturu v Mosambiku. Tuto funkci vykonával do 18. května 2023, kdy se stal nunciem na Dominikánské republice a apoštolským delegátem na Portoriku.
Ovládá angličtinu, francouzštinu, španělštinu a portugalštinu.